# Apanteles bres
Apanteles bres är en stekelart som beskrevs av Nixon 1973. Apanteles bres ingår i släktet Apanteles och familjen bracksteklar. Inga underarter finns listade i Catalogue of Life.